# Cantó de Confolent Nord
El cantó de Confolent Nord és un cantó francès del departament del Charente, situat al districte de Confolent. Té 8 municipis i el cap és Confolent.

## Municipis
- Ambernac
- Ançac sus Vinhana
- Confolent
- Espeneda
- Iessa
- Lessac
- Manòc
- Pleuvila

## Història
| Data d'elecció                           | Identitat          | Partit                     | Qualitat |
| ---------------------------------------- | ------------------ | -------------------------- | -------- |
| 1949-1975                                | Marcel Perrot      | RGR                        |          |
| 1975-1979                                | Bernard Enixon     | PS                         |          |
| 1979-1985                                | Paul Levy          | PS                         |          |
| 1985-1998                                | Bernard Enixon     | Divers droite, després UDF |          |
| 1998-2011                                | Jean-Louis Dutriat | UDF-FD, després UMP        |          |
| 2011-                                    | Philippe Bouty     | PS                         |          |
| les dades anteriors no són pas conegudes |                    |                            |          |
|                                          |                    |                            |          |